# Cataulacus tardus
Cataulacus tardus é uma espécie de formiga do gênero Cataulacus, pertencente à subfamília Myrmicinae.